# Горичево
Горичево е село в Североизточна България. То се намира в община Кубрат, област Разград.

## Редовни събития
През август се състои местния сбор, по време на който традиционно се провежда и единственото в България състезание с мотофрези по трасе.